# Aenhenrya rotundifolia
Aenhenrya rotundifolia är en orkidéart som först beskrevs av Ethelbert Blatter, och fick sitt nu gällande namn av Sath.Kumar och Finn Nygaard Rasmussen. Aenhenrya rotundifolia ingår i släktet Aenhenrya och familjen orkidéer. Inga underarter finns listade i Catalogue of Life.